# Gare d'Urmatt
La gare d'Urmatt est une gare ferroviaire française de la ligne de Strasbourg-Ville à Saint-Dié, située sur le territoire de la commune d'Urmatt, dans la collectivité européenne d'Alsace, en région Grand Est.
Elle est mise en service en 1877 par la Direction générale impériale des chemins de fer d'Alsace-Lorraine (EL).
C'est une gare voyageurs de la Société nationale des chemins de fer français (SNCF), du réseau TER Grand Est, desservie par des trains express régionaux.

## Situation ferroviaire
Établie à 234 mètres d'altitude, la gare d'Urmatt est située au point kilométrique (PK) 31,560 de la ligne de Strasbourg-Ville à Saint-Dié, entre les gares de Heiligenberg - Mollkirch et de Mullerhof.
Le document de référence du réseau (DRR) pour l'horaire de service 2017 indique que la gare dessert une installation terminale embranchée.

## Histoire
La station d'Urmatt est mise en service le 15 octobre 1877 par la Direction générale impériale des chemins de fer d'Alsace-Lorraine, lorsqu'elle ouvre à l'exploitation la section de Mutzig à Rothau. Elle dispose d'un bâtiment principal construit sur la base du modèle type utilisé pour les gares intermédiaires de cette section.
Le 19 juin 1919, la gare entre dans le réseau de l'Administration des chemins de fer d'Alsace et de Lorraine (AL), à la suite de la victoire française lors de la Première Guerre mondiale. Puis, le 1er janvier 1938, cette administration d'État forme avec les autres grandes compagnies la SNCF, qui devient concessionnaire des installations ferroviaires d'Urmatt. Cependant, après l'annexion allemande de l'Alsace-Lorraine, c'est la Deutsche Reichsbahn qui gère la gare pendant la Seconde Guerre mondiale, du 1er juillet 1940 jusqu'à la Libération (en 1944 – 1945).
En 2014, c'est une gare voyageur d'intérêt régional (catégorie B : la fréquentation est supérieure ou égale à 100 000 voyageurs par an de 2010 à 2011), qui dispose de deux quais, un abri et une traversée de voie à niveau par le public (TVP). La même année, la SNCF estime la fréquentation de la gare à 133 419 voyageurs.

## Fréquentation
De 2015 à 2024, selon les estimations de la SNCF, la fréquentation annuelle de la gare s'élève aux nombres indiqués dans le tableau ci-dessous.
| Année                      | 2015    | 2016    | 2017    | 2018    | 2019    | 2020    | 2021    | 2022    | 2023    | 2024    |
| -------------------------- | ------- | ------- | ------- | ------- | ------- | ------- | ------- | ------- | ------- | ------- |
| Voyageurs                  | 133 884 | 132 751 | 130 479 | 118 873 | 125 815 | 95 408  | 111 808 | 141 560 | 139 984 | 146 577 |
| Voyageurs et non voyageurs | 167 355 | 165 939 | 163 099 | 148 591 | 157 269 | 119 260 | 139 760 | 176 951 | 174 980 | 183 221 |

## Service des voyageurs

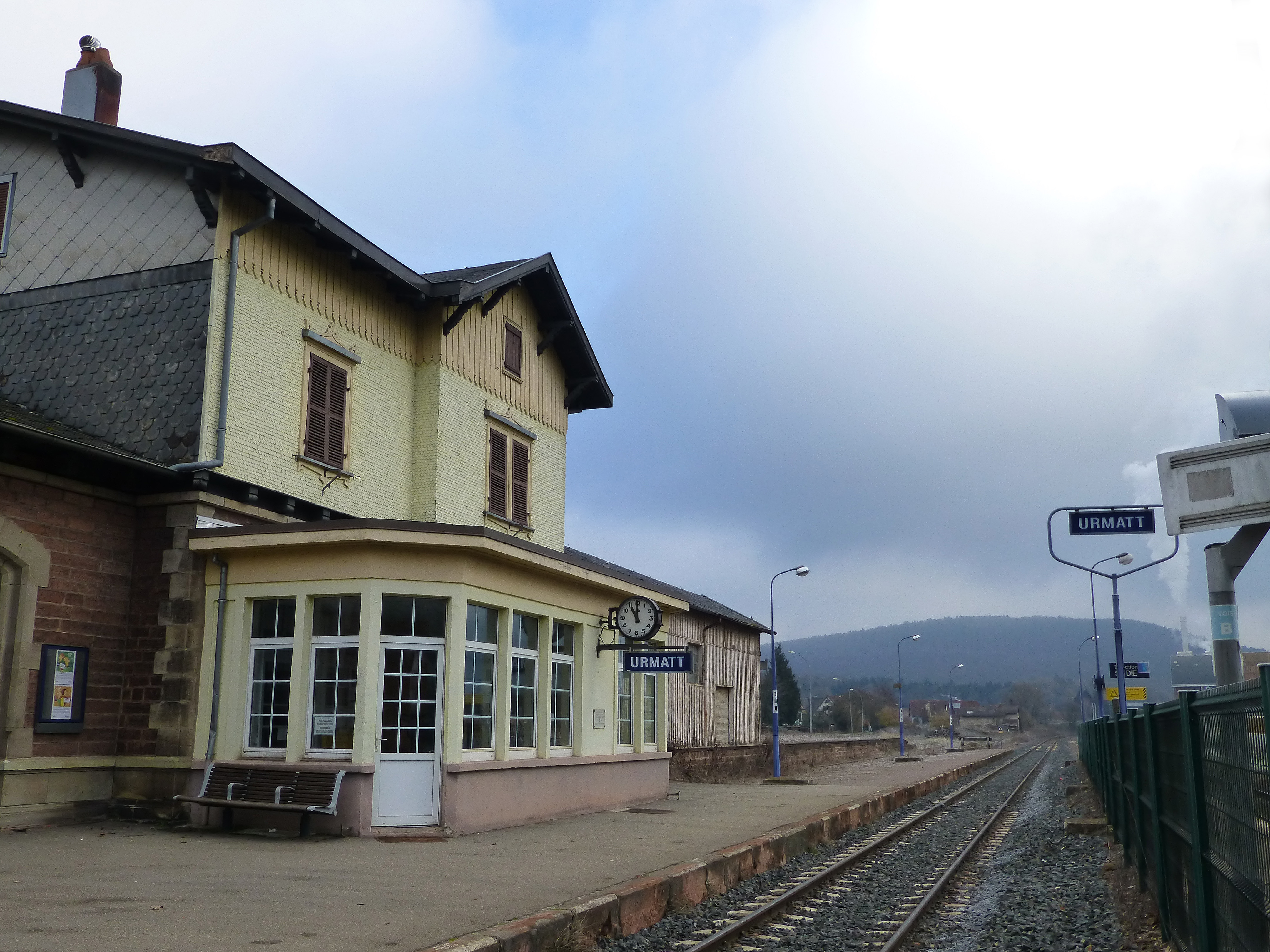
Bâtiment voyageurs, quais et voies direction Strasbourg.

### Accueil
La gare est équipée d'automates pour l'achat de titres de transport. Un agent circulation est présent en gare.
Elle dispose d'une traversée de voie à niveau par le public (TVP).

### Desserte
Urmatt est une gare voyageurs du réseau TER Grand Est, desservie par des trains express régionaux de la relation : Strasbourg-Ville - Saales - Saint-Dié-des-Vosges (ligne 08).

### Intermodalité
Un parc pour les vélos et un parking pour les véhicules y sont aménagés.

## Patrimoine ferroviaire
L'ancien bâtiment voyageurs (BV) construit en 1877 et sa halle à marchandises sont présents sur le site. Combinant la pierre et le bois, le BV correspond au plan type pour les petites stations de la section Mutzig - Rothau et se retrouve aussi à Gresswiller, Wisches, Lutzelhouse et Russ - Hersbach.